# Gallipoli (serie de televisión)
Gallipoli es una serie australiana transmitida del 9 de febrero del 2015 hasta el 9 de marzo del 2015 por medio de la cadena Nine Network. Gallipoli fue una adaptación del best-seller de Les Carlyon.
La miniserie contó con la participación invitada de actores como Lachy Hulme, Jeremy Lindsay Taylor, James Stewart, Ian Bliss, entre otros.

## Historia
La serie contó la historia de Thomas Johnson, un joven que miente sobre su edad para así poder alistarse junto a su hermano Bevan en la Gran Guerra y pronto se encontrará en Gallipoli atrapado en el caos de la batalla.

## Personajes

### Personajes principales
| Actor             | Personaje                     | Ocupación              | No. de Episodios | Duración |
| ----------------- | ----------------------------- | ---------------------- | ---------------- | -------- |
| Nicholas Hope     | Walter Braithwaite            | -                      | 7                | 2015     |
| Kodi Smit-McPhee  | Thomas "Tolly" Johnson        | Soldado                | 7                | 2015     |
| Harry Greenwood   | Bevan Johnson                 | Soldado                | 5                | 2015     |
| Sam Parsonson     | Dave Klein                    | -                      | 5                | 2015     |
| Anthony Hayes     | Anthony Chandler              | Oficial Mayor          | 5                | 2015     |
| Matt Nable        | Harry Perceval                | Sargento/Oficial Mayor | 5                | 2015     |
| James Callis      | Ellis Ashmead-Bartlett        | Periodista             | 5                | 2015     |
| Leon Ford         | Charles Bean                  | Corresponsal           | 5                | 2015     |
| Anthony Phelan    | Sir William Birdwood          | General                | 5                | 2015     |
| John Bach         | Sir Ian Hamilton              | Sargento/Oficial Mayor | 5                | 2015     |
| Lincoln Lewis     | Chook                         | -                      | 5                | 2015     |
| Tom Budge         | Cliff Sutton                  | Soldado                | 5                | 2015     |
| Paul English      | Cecil Aspinall                | -                      | 5                | 2015     |
| Ashleigh Cummings | Celia Houghton                | -                      | 5                | 2015     |
| Travis Jeffery    | Henry "Stewie" Stewart Watson | -                      | 4                | 2015     |
| Dion Williams     | "Two Bob"                     | -                      | 4                | 2015     |
| David Whiteley    | Sir Cyril Brudenell White     | General                | 4                | 2015     |
| Hugh Parker       | Harold "Hooky" Walker         | -                      | 4                | 2015     |
| Glen Hancox       | Malcolm Ross                  | -                      | 4                | 2015     |
| David Paterson    | Marcus Ledwidge               | -                      | 4                | 2015     |

### Personajes secundarios
| Actor                 | Personaje              | Ocupación        | N.º de episodios | Duración |
| --------------------- | ---------------------- | ---------------- | ---------------- | -------- |
| Justine Clarke        | Mrs. Johnson           | -                | 3                | 2015     |
| Alex Tsitsopoulos     | Mehmet Ozkan           | Capitán          | 3                | 2015     |
| Gracie Gilbert        | Tessa Gordon           | -                | 3                | 2015     |
| Brian Lipson          | John De Robeck         | -                | 3                | 2015     |
| Jim Daly              | O'Brien                | Padre            | 3                | 2015     |
| Aidan Puglielli       | "Light Horse"          | -                | 3                | 2015     |
| Dan Wyllie            | Stephen Midgely        | Mayor            | 2                | 2015     |
| Nicholas Hammond      | Henry Nevinson         | -                | 2                | 2015     |
| Andy McPhee           | John Antill            | Teniente Coronel | 2                | 2015     |
| Grant Bowler          | William Malone         | Teniente Coronel | 2                | 2015     |
| Cris Cochrane         | -                      | Soldado ANZAC    | 2                | 2015     |
| Colin Moody           | Sir William Bridges    | -                | 2                | 2015     |
| John Lloyd Fillingham | Sir Alexander Godley   | General          | 2                | 2015     |
| Peter Houghton        | Guy Dawnay             | Mayor            | 2                | 2015     |
| Des Fleming           | Foster                 | Teniente         | 2                | 2015     |
| Yalin Ozucelik        | Mustafa Kemal Atatürk  | Oficial          | 2                | 2015     |
| Scott Terrill         | Keyes                  | Comodoro         | 2                | 2015     |
| Lachy Hulme           | Lord Kitchener         | Militar          | 1                | 2015     |
| Jeremy Lindsay Taylor | Eric Taylor            | Capitán          | 1                | 2015     |
| James Stewart         | William "Billy" Sing   | Soldado          | 1                | 2015     |
| Shane Briant          | Sir Frederick Stopford | -                | 1                | 2015     |
| John Higginson        | Cecil Thursby          | -                | 1                | 2015     |
| Stephen Ballantyne    | Compton MacKenzie      | Mayor            | 1                | 2015     |
| James Wardlaw         | Hamilton Reed          | -                | 1                | 2015     |
| Ian Bliss             | Brazier                | Coronel          | 1                | 2015     |
| Dan Purdey            | Prior                  | Coronel          | 1                | 2015     |
| Jacob Collins-Levy    | -                      | Soldado ANZAC    | 1                | 2015     |

## Premios y nominaciones
| Año  | Categoría                              | Premio      | Nominado        | Resultado |
| ---- | -------------------------------------- | ----------- | --------------- | --------- |
| 2016 | Best Guest or Supporting Actor – Drama | AACTA Award | John Bach       | Nominado  |
| 2015 | Television: Mini-Series – Adaption     | AWGIE Award | Christopher Lee | Nominado  |

## Producción
La serie es dirigida por Glendyn Ivin con guiones de Christopher Lee.
Producida por John Edwards, Imogen Banks y Robert Connolly, junto a los jefes de drama de la cadena Nine: Jo Rooney y Andy Ryan, y con Janeen Faithfull de Endemol Australia como productores ejecutivos.
El rodaje de la serie comenzó en Melbourne a finales del mes de marzo del 2014. Para prepararse para sus papeles los actores recibieron formación militar.